# Semaglutid
Semaglutid, pod zaščitenimi imeni Ozempic, Wegovy in Rybelsus, je učinkovina za zdravljenje sladkorne bolezni tipa 2 in za pomoč pri izgubi telesne mase. Leta 2012 ga je razvilo podjetje Novo Nordisk.
Semaglutid spada v skupino agonistov receptorja GLP-1, kar pomeni, da v telesu posnema delovanje inkretina glukagonu podobnega peptida 1 (GLP-1), ki spodbuja izločanje inzulina, pospeši odstranjevanje krvnega sladkorja iz krvnega obtoka in izboljša  glikemični nadzor. Gre za prvo učinkovino iz te skupine zdravil, ki je na voljo tudi v obliki za uporabo skozi usta. Med neželene učinke spadajo med drugim slabost, bruhanje, driska, bolečina v trebuhu in zaprtje.

## Farmacevtske oblike
Semaglutid je na voljo v obliki za podkožno injiciranje (v napolnjenem peresniku) in tablet za uporabo skozi usta. Zdravilo v obliki za podkožno injiciranje za enkrat tedensko uporabo so v ZDA odobrili decembra 2017, Evropski uniji pa februarja 2018, medtem ko so tablete za enkrat dnevno odmerjanje v ZDA odobrili septembra 2018, v Evropski uniji pa aprila 2020. S tem je semaglutid postal prvi agonist receptorjev GLP-1, ki je na voljo v peroralni obliki.

## Klinična uporaba
Semaglutid se v obliki tablet ali podkožnih injekcij uporablja za zdravljenje odraslih bolnikov z nezadostno urejeno sladkorno boleznijo tipa 2 kot dodatek k dieti in telesni vadbi, in sicer kot samostojno zdravljenje, kadar metformin zaradi neprenašanja ali kontraindikacij ni primeren, ali kot dodatek k drugim zdravilom za zdravljenje sladkorne bolezni. Za zdravljenje sladkorne bolezni je bila sprva na voljo le oblika zdravila za podkožno injiciranje, od leta 2019 pa je odobreno tudi zdravilo v peroralni obliki.
Od leta 2022 je v Evropski uniji semaglutid odobren tudi za zdravljenje debelosti. Gre za zdravilo z višjimi odmerki semaglutida v primerjavi z odmerki za zdravljenje sladkorne bolezni tipa 2. Zdravilo je v obliki napolnjenih injekcijskih peresnikov, ki se uporabljajo podkožno. Uporablja se kot dodatno zdravljenje k dieti z zmanjšanim vnosom kalorij in povečani telesni dejavnosti za obvladovanje telesne mase pri odraslih z začetnim indeksom telesne mase vsaj 30 kg/m2 (takrat govorimo o debelosti) ali pri bolnikih z ITM 27–30 kg/m2 (bolniki s prekomerno telesno maso), če imajo sočasno vsaj eno z debelostjo povezano sočasno bolezen (npr. disglikemijo, povišan krvni tlak, dislipidemijo, obstruktivno apnejo v spanju ali srčno-žilno bolezen).

## Neželeni učinki
Med možne neželene učinke spadajo slabost, driska, bruhanje, zaprtje, bolečina v trebuhu, glavobol, utrujenost, težave s prebavo in zgaga, omotica, napenjanje, spahovanje, nizke ravni krvnega sladkorja (hipoglikemija) pri bolnikih s sladkorno boleznijo tipa 2, gastroenteritis in gastroezofagealna refluksna bolezen (GERB). Profil neželenih učinkov je podoben pri podkožni in peroralni uporabi; tudi pri podkožnem injiciranju niso reakcije na mestu injiciranja zelo pogoste.
Možni hudi neželeni učinki, ki zahtevajo posebno pozornost zdravstvenega osebja, so koprivnica, težave z dihanjem, zatekanje v predelu obraza, ustnic, jezika ali žrela, nenadna izguba vida, zamegljen ali tunelski vid, bolečina v očeh ali zatekanje v predelu oči, prikazovanje bleščečih obročeh okoli izvorov svetlobe, hitro, neredno ali razbijajoče bitje srca, neprijeten občutek plapolanja v prsih, zadihanost, nenadna omotica, omedlevica, hudi glavoboli, zmedenost, nejasen govor, oslabelost v okončinah, težave pri hoji, izguba koordinacije, občutek okorelosti v mišicah, visoka vročina, izdatno znojenje in tresavica.
Pri bolnikih s srčnimi težavami lahko pride do poškodbe mrežnice oziroma retinopatije. Manj pogosti neželeni učinki so moteno delovanje ledvic, preobčuljivostne reakcije, nizke ravni krvnega sladkorja in vnetje trebušne slinavke.
Varnost in učinkovitost semaglutina pri pediatričnih bolnikih še nista preskušeni.

## Mehanizem delovanja
Semaglutid spada v skupino agonistov receptorja GLP-1, kar pomeni, da v telesu posnema delovanje inkretina glukagonu podobnega peptida 1 (GLP-1), ki spodbuja izločanje inzulina – hormona, ki znižuje ravni krvnega sladkorja. Podatki kažejo, da tudi spodbuja rast celic beta v trebušni slinavki, v katerih nastaja in se iz njih sprošča inzulin. Poleg tega zavira nastajanje glukagona – hormona, ki spodbuja glikogenolizo (sproščanje ogljikovoh hidratov iz zalog v jetrih) in glukoneogenezo (sintezo glukoze oziroma krvnega sladkorja v telesu). Zmanjšuje tudi tek in prebavo hrane v želodcu ter s tem zmanjšuje vnos hrane in posledično pomaga zmanjšati količino telesne maščobe. Zavira občutek lakote in hlepenje po hrani.
Mehanizem delovanja semaglutida ni odvisen od poti uporabe.

## Farmakologija
Kemijska zgradba semaglutida je podobna človeškemu GLP-1; njuna strukturna podobnost je 94-odstotna. Razlikujeta se v dveh aminokislinah na položajih 8 in 34, kjer sta alanin in lizin v semaglutidu nadomeščena z 2-aminoizomasleno kislino oziroma argininom. Zamenjava aminokisline na položaju 8 prepreči razgradnjo molekule z encimom dipeptidil peptidazo 4. Tretja razlika je aciliranost lizina na položaju 26; dodatek povezovalca in C18 verige maščobnih kislin na lizin na tem položaju omogoči močno vezavo na albumin in s tem daljšo prisotnost učinkovine v krvnem obtoku. Zamenjava lizina z argininom na mestu 34 prepreči napačno vezavo C18 verige maščobnih kislin na lizin.
Razpolovni čas semaglutida v krvi je okoli 7 dni (165–184 ur).